# 韩晓鹏
韩晓鹏（1982年12月13日—），江苏徐州沛县人，中国自由式滑雪空中技巧运动员，首位在冬奥会雪上项目夺冠的中国运动员，也是首位在冬奥会夺冠的中国男子运动员。（按：自由式滑雪空中技巧當時的賽制為每名選手兩跳計算總成績，與2022年於同項目奪金且同樣來自沛縣的齊廣璞之決賽一跳定勝負不同。）
韩晓鹏自幼年开始学习技巧，1995年被选入沈阳体育学院。他的身体素质出众，动作难度和稳定度比较均衡，2005年世界总排名第三。
2006年2月23日，韩晓鹏在意大利都灵举行的第二十届冬季奥林匹克运动会上，以两轮总计250.77分的成绩获得冠军。翌年又在長春亞洲冬季運動會中奪得男子自由式小項的金牌，隨後的兩個月，他於意大利舉行的世界錦標賽以240.86分奪得冠軍，是首位奪得世錦賽冠軍的中國自由式滑雪運動員。